# دره‌شوری

 دره شوری نام بزرگترین طایفه در ایل قشقایی می‌باشد که گاهی به‌علت پر‌جمعیت‌بودن آن و تیره‌های زیادی که در آن وجود دارد، به عنوان یک  ایل نیز شناخته می‌شود. مردمان این طایفه بزرگترین پرورش
دهندهٔ اسب دره شوری هستند و نژاد اسب دره شوری از قدیم در میان مردمان این طایفه بوده است. آنها طی سیاست های ضد عشایری رضا شاه بیشتر اسب هایشان را از دست دادند . 

## نام شناسی
نام دره شوری ، همان نام محلی  دره شورلو  بوده که از دو بخش اصلی  ( دره شور )  + ( لو )  تشکیل شده که  دره شور  از نام محل ییلاق آنها یعنی دره شور ( درهٔ سرشار از نمک و کم علف ) که در وردشت ، واقع در   شهرستان سمیرم گرفته شده است. و پسوندِ لو نوعی پسوند شناخته شده در ایلات و اقوام ترک تبار، و نیز مربوط به شاخهٔ اغوز می باشد؛ که اصالت و هویت تاریخی این ایل را نشان می دهد.

به طور کلی ، نام این طایفه را برگرفته از سکونتگاه تابستانی‌شان یعنی همان  دره‌شور  ، واقع در جنوب اصفهان می‌دانند؛ به ایشان همچنین دره‌شولی نیز می‌گویند که مینورسکی معتقد است که این نام با قوم شول ارتباط دارد. 

## خاستگاه
از آنجایی که اتحادیۀ ایلی قشقایی ، متشکل طوایف مختلف است و هر طایفه در یک دورهٔ زمانی از مکانی به ایل قشقایی پیوسته است ، بر طبق مستندات ، دره شوری نیز یکی از همین طوایف است که بر این موضوع صدق می کند.
ایشان را از آخرین بازماندگان جنگاوران قزلباشی می‌دانند که در زمان  شاه عباس کبیر به منطقهٔ جنوب اصفهان که بعد ها به   دره شور  مشهور شد، آورده شدند و مدتی را در آنجا می‌زیسته اند. در ادامه اغلب آنها آنجا را ترک کرده و به سمت جنوب حرکت کردند ؛ آنها در منطقۀ ممسنی به دو دسته تقسیم شدند ؛ دستهٔ اول در آنجا ماندند و به همراه کسانی که در دره شور بدلیل حملهٔ افغان ها به اصفهان ، به  فارس گریخته بودند ، در دورهٔ کریم‌خان زند به اتحادیهٔ ایلی قشقایی پیوسته‌اند.
دستهٔ دوم ، به جنوب کشور در مناطقی از جمله تنگستان بوشهر و بندر عباس اردو زدند و بر عهدی که نسبت به شاه عباس داشتند استوار مانده ،  و به همراه نیرو های کمکی دیگر سپاه قزلباش ، به فرماندهی امام قلی خان و کمک های اسماعیل خان و سهراب خان قشقایی توانستند پرتغالی ها را از خلیج فارس دور کنند . 

## پراکندگی
بسیاری از مردم این طایفه «تخته قاپو» گردیده و بقیه هم در حال «اسکان » می‌باشند.
| استان               | شهرستان های محل سکونت                                                            |
| ------------------- | -------------------------------------------------------------------------------- |
| اصفهان              | سمیرم، شهرضا و دهقان                                                             |
| چهارمحال و بختیاری  | شهرکرد، بن، سامان، بروجن و فارسان                                                |
| فارس                | پراکنده در تمام استان.                                                           |
| کهگیلویه و بویراحمد | گجساران                                                                          |
| خوزستان             | بخش هایی از اهواز ، هفتکل ، ماهشهر ، آبادان ، امیدیه ، آغاجاری و بهبهان(زیدون) . |
| بوشهر               | قسمت هایی از دشتستان و دشتی                                                      |

ییلاق: شهرضا، سمیرم، دهاقان، شهرکرد، بروجن، سامان، کیان، جونقان، بلداجی ، طاقانک، بارده، هرچگان، بن، کزن، سولگان و پادنا.سودجان .
قشلاق: گجساران ، سر مشهد ،  باشت، چهاربیشه، امامزاده جعفر، تلخاب شیرین، جَرِه ،خِشت ، بابوئی ، نور آباد ممسنی، شهرستان بیضا، دشت ارژن، چنار شاهیجان، کنار تخته، آباده، گوراِسپید ، هفت دشت، ماهور ، کوهمره توران ، کوه براق ، بشارجان ، کوه سرخ ، کازرون، هفت دشت ، پیر سرخ باشت ،هفتکل، قلعه تل، آبادان، هندیجان، ماهشهر، امیدیه، آغاجاری، بهبهان، لیراوی شمالی ، دیلم، کوه سیاه، قره‌دشت براق و زیدون .

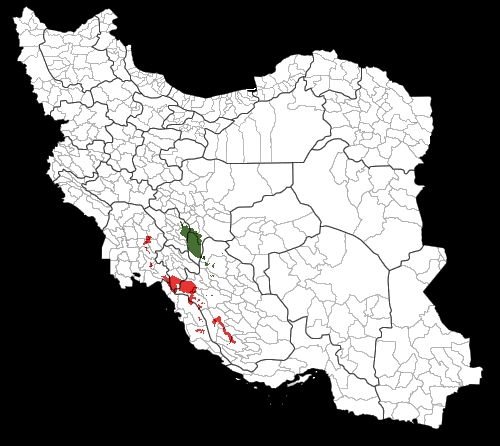
: سرزمین های ییلاقی ، و : سرزمین های قشلاقیِ طایفهٔ دره شوری

## وجه تسمیه
بعد از قدرت‌یافتن خوانین دره شوری که نسبتی با ایلخان های قشقایی نداشتند، بسیاری از طوایف اطراف خود را به اطاعت واداشتند و به صورت یک واحد یکپارچه ایلی درآوردند و خود قدرتی در مقابل ایلخان ایجاد کردند. 
در حال حاضر، طایفهٔ دره شوری متشکل از تیره‌های گوناگونی است که طی سده‌ها زندگی کنار یکدیگر با هم خویشاوند و متحد شده و از نظر تشکیلاتی و سیاسی یک واحد هستند.
از کلانتران طایفه میتوان از ، حاج جعفرقلی خان پناه پور ، حسین خان دره شوری ، نصرالله خان پناه پور ، زکی خان فرهنگ دره شوری
زیادخان سترگ‌دره‌شوری(نماینده دوره بیستم مجلس شورای ملی) و همچنین هدایت خان ارژنگ (برادر نصرالله خان به مدت یک سال) نصرت‌الله خان پناهپور (فرزند نصرالله خان پناهپور به مدت یک سال) نام برد.

## تیره ها
طایفهٔ دره شوری ۵۵ تیره دارد و به لحاظ تعداد تیره ها بزرگترین طایفه ایل قشقایی است. اسامی تیره‌های طایفه دره شوری به نقل از کتاب "سیاه چادرها" منوچهر کیانی عبارتند از (به ترتیب الفبا):
آق تومان - آقاکیخالو - آهنگر - آیبلو - ابولکرلو - اروجلو - اصلانلو - ایمانلو - ایپک لو - باقر کیخایی - بلوردی(ابیوردی) - بهرام کیخالو - تله بازلو(طلا بازلو) - جانباز‌لو- سبزواری - جلال لو - درزی(رضایی درزی) - دولو - دوندولو(دِندَلو) - ریکه - زرگر - زیلابلو - سادات - شاقی - شاهین کیخالو - صادقلو - طاهری - طیبی - علیمردانلو - قراچه - قرمزی - قره جلو - قرخلو - قره خانلو - قره قانلو - قمبنلو - قورد - لک - محمدلو - مهدی کیخالو -
نادرلو(نِدِرلو) - نره ای - نفر - نیم مردلو - وزیر خانلو - چارق لو - چهارده چریک - کایید - کزنلو - کوربکش - گرمسیری - گوجلو -گودرز کیخایی- خیراتلو - عثمانلو - عشیرلو - عمله حسین‌خان - میش بسیار - وندا - کاسه تراش - کریملو

## اسب دره‌شوری
یکی از بهترین نژاد اسب‌های ایرانی، اسب دره شوری است که در کنار اسب عرب، کرد و ترکمن، یکی از چهار نژاد اسب بومی فلات ایران و از ذخایر ژنتیک ارزشمند خاورمیانه است. این نژاد اسب به دلیل پرورش در طایفه دره شوری به این نام شناخته می‌شود. اسب‌های دره شوری، بلند‌قامت، قوی‌جثه و با استقامت می‌باشند. محمد بهمن‌بیگی (بنیانگذار تعلیمات عشایری) در کتاب بخارای من ایل من در وصف این اسب می‌نویسد: 
«همه طوایف در مقابل زیبایی و تناسب اندام و نجابت اسب‌های طایفه دره شوری لنگ انداختند. مدعی و رقیبی در کار نبود، زندگی دره‌شوری و اسب درهم آمیخته بود و یکی بدون دیگری مفهوم نداشت. دره‌شوری به اسب عشق می‌ورزید... .»
براساس مشاهدات برخی از پژوهشگران در اوایل سده ۱۴ ق / ۲۰ م، این طایفه دارای ۲٫۵۰۰ تا ۳٫۰۰۰ سوارکار مسلح با اسب‌های عالی بوده‌است.

## غزال دره‌شوری
به پاس تلاش ها و خدمات  بیژن فرهنگ دره‌شوری برای محیط زیست کشور ،‌ زیرگونهٔ بومی ایران (جزیرهٔ فارور) آهوی کوهی به نام غزال دره شوری (Gazella gazella dareshurii) نام گذاری شده است